# Domašov
Domašov (in tedesco Domaschow) è un comune della Repubblica Ceca facente parte del distretto di Brno-venkov, in Moravia Meridionale.